# Strassen (Luksemburg)
Strassen (lb. Stroossen) − miejscowość i gmina (gemeng / commune / Gemeinde) w południowo-zachodnim Luksemburgu, w kantonie Luksemburg. Do 3 października 2015 gmina leżała w dystrykcie Luksemburg. Siedziba administracyjna gminy znajduje się w miejscowości Strassen. Liczy 10 538 mieszkańców (1 stycznia 2023). 

## Podział administracyjny
Do gminy nie należy żaden (Uertschaft) ani lieu-dit.